# Referèndum grec de 1935
El 3 de novembre de 1935 es va celebrar a Grècia un referèndum sobre la restauració de la monarquia. La proposta va ser aprovada pel 97,9% dels votants.
Jordi II de Grècia va tornar de l'exili i va ser restaurat en el tron el 30 de novembre de 1935.